# Anthony Johnson (colonisateur)
Pour les articles homonymes, voir Anthony Johnson.
Antonio, devenu Anthony Johnson (né vers 1600 et mort en 1670), est un Noir originaire de l'Angola, « engagé » de force en colonie de Virginie par un contrat de servitude nommé indenture, puis planteur esclavagiste.  
Après avoir rempli son contrat d'indenture, qui généralement était de sept années, il se voit attribuer des terres dans la colonie de Virginie. Il devient alors l'un des tout premiers Afro-américains propriétaires d'esclaves en Amérique du Nord et reconnu légalement comme tel en Virginie où il intente même une action en justice - qui lui donne raison - pour établir son droit de propriété à vie sur un esclave. Il s'enrichit en exploitant une plantation de tabac en Virginie et plus tard dans le Maryland. 
Il est considéré comme le « patriarche noir » de la première communauté d'esclavagistes noirs du pays.

## Biographie

### Capture en Afrique puis engagement forcé pour les colonies
Johnson a été capturé en Angola, par une tribu ennemie et vendu à des marchands arabes. Il a ensuite été vendu comme serviteur à un commerçant de la compagnie Virginia.
Il est arrivé dans la colonie de Virginie en 1621 à bord du James. Le Virginia Muster (recensement) de 1624 indique son nom comme « Antonio non indiqué », enregistré comme « un nègre » dans la colonne « notes ». Les historiens s'interrogent sur le point de savoir s'il s'agissait ou non d'Antonio, plus tard connu sous le nom d'Anthony Johnson, le recensement recensant plusieurs « Antonios ». Celui-ci est considéré comme le plus probable,.
Johnson a été vendu à un planteur blanc nommé Bennet comme serviteur sous contrat pour travailler dans sa ferme de tabac en Virginie. Les agents travaillaient généralement sous contrat à durée déterminée de quatre à sept ans pour payer leurs frais de passage, de logement, de repas, d'hébergement et de liberté. Au début des années coloniales, la plupart des Africains des treize colonies étaient détenus sous de tels contrats de servitude[réf. nécessaire]. À l'exception des personnes sous contrat à vie, elles ont été libérées après une période contractuelle, un grand nombre des personnes sous contrat recevant des terres et du matériel après l'expiration de leur contrat ou leur rachat. La plupart des ouvriers blancs sont également venus dans la colonie en tant que serviteurs sous contrat.
Antonio a failli perdre la vie lors du massacre indien de 1622 lorsque la plantation de son maître a été attaquée. Les Powhatan, qui étaient les Amérindiens dominants dans le Tidewater de Virginie, essayaient de repousser les colons de leurs terres. Ils ont attaqué la colonie où Johnson travaillait le vendredi saint et ont tué 52 des 57 hommes.
En 1623, une femme d'origine africaine prénommée Mary arrive d'Angleterre à bord du navire Margaret. Elle a été amenée à travailler dans la même plantation qu'Antonio, où elle était la seule femme. Antonio et Mary se sont mariés et ont vécu ensemble pendant plus de quarante ans.

### Liberté et installation comme planteur
Peu de temps après 1635, Antonio et Mary ont été libérés de leur contrat. Antonio a changé son nom en Anthony Johnson. Johnson entre pour la première fois dans le registre légal en tant qu'homme libre lorsqu'il achète un veau en 1647.
Johnson obtient du gouvernement colonial une grande parcelle de terre agricole après avoir payé son contrat par son travail. Le 24 juillet 1651, il acquit 250 acres (100 ha) de terre en achetant les contrats de cinq employés soumis à l'indenture, dont son fils Richard Johnson en vertu du système du headright (50 acres par contrat acheté). Le terrain était situé sur le ruisseau Great Naswattock, qui se déversait dans la rivière Pungoteague, dans le comté de Northampton, en Virginie.
En 1652, « un malheureux incendie » causa de « lourdes pertes » à la famille et Johnson demanda aux tribunaux un allégement fiscal. Le tribunal réduisit les impôts de la famille et, le 28 février 1652, exempta sa femme Mary et leurs deux filles du paiement de taxes « pendant leur vie naturelle ». À cette époque, des taxes étaient perçues sur les personnes et non sur les biens. En vertu de la loi de Virginie sur la fiscalité de 1645, « tous les hommes et femmes nègres et tous les autres hommes âgés de 16 à 60 ans seront jugés inaliénables. » ; le changement leur a donné le même statut social que les femmes blanches, qui n'étaient pas taxées. Au cours de l'affaire, les juges ont noté qu'Anthony et Mary « ont vécu en Virginie (plus de trente ans) » et ont été respectés pour leur « dur labeur et leur service connu ».

### Attaque en justice de John Casor

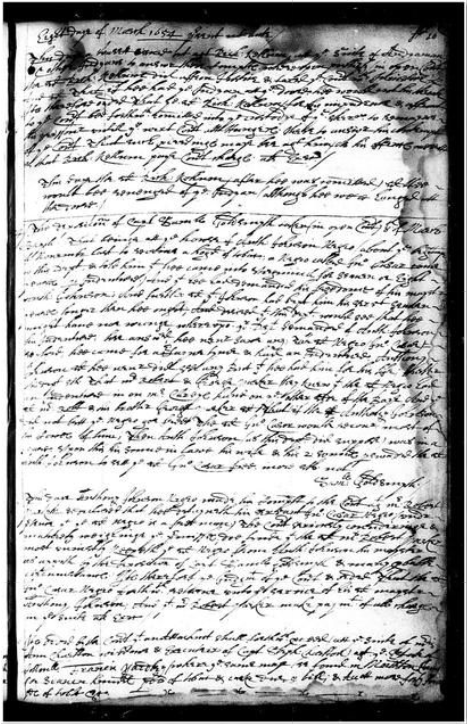
Décision du tribunal manuscrite.

Lorsque Anthony Johnson a été libéré de la servitude, il a été légalement reconnu comme un « nègre libre ». Il a développé une ferme avec succès. En 1651, il possédait 250 acres (100 ha) et les services de cinq employés sous contrat (quatre blancs et un noir). En 1653, John Casor, un serviteur sous contrat noir dont le contrat semble avoir été acheté par Johnson au début des années 1640, s'adressa au capitaine Goldsmith, affirmant que son contrat avait expiré sept ans auparavant et qu'il était détenu illégalement. Un voisin, Robert Parker, est intervenu et a persuadé Johnson de libérer Casor.
Parker a offert du travail à Casor et il a signé un contrat d’engagement au planteur. Johnson a poursuivi Parker devant le tribunal de Northampton en 1654 pour le retour de Casor. La cour a d'abord décidé en faveur de Parker, mais Johnson a fait appel. En 1655, le tribunal annula sa décision. Constatant qu'Anthony Johnson « possédait toujours » John Casor, le tribunal ordonna qu'il soit renvoyé avec les frais de justice payés par Robert Parker,.
Il s'agissait du premier cas de détermination judiciaire dans les treize colonies déclarant qu'une personne qui n'avait commis aucun crime pouvait être tenue en servitude à perpétuité.
Bien que Casor ait été la première personne déclarée esclave dans une affaire civile, des serviteurs sous contrat noirs et blancs ont été condamnés à la servitude a vie. De nombreux historiens décrivent le serviteur sous contrat John Punch comme le premier esclave documenté en Amérique, puisqu'il a été condamné à l'esclavage à vie, en punition de son évasion en 1640. L'affaire Punch était significative car elle établissait la disparité entre sa peine de nègre et celle des deux domestiques blancs sous contrat qui se sont échappés avec lui (l'un décrit comme néerlandais et l'autre comme écossais). Il s'agit du premier cas documenté en Virginie d'un Africain condamné à la servitude à perpétuité. Il est considéré comme l’un des premiers cas juridiques à établir une distinction raciale entre les serviteurs sous contrat noirs et blancs.

#### Importance du procès Casor
Le procès de Casor démontre la culture et la mentalité des planteurs au milieu du XVIIe siècle. Les individus ont émis des hypothèses sur la société du comté de Northampton et leur place dans celle-ci. Selon les historiens T.R. Breen et Stephen Innes, Casor pensait pouvoir nouer avec son parrain, Robert Parker, une relation plus solide qu'Anthony Johnson au fil des ans. Casor considérait que le litige relevait de la relation patron-client et c'est en suivant cette hypothèse erronée que le procès fut perdu. Johnson en revanche savait que les juges locaux partageaient sa conviction fondamentale du caractère sacré de la propriété. Le juge s'est rangé du côté de Johnson, bien que dans les questions juridiques futures, la race ait joué un rôle plus important.
Le procès Casor était un exemple de la difficulté avec laquelle il était difficile pour les Africains qui étaient des serviteurs sous contrat d'empêcher d'être réduits en esclavage. La plupart des Africains ne savaient pas lire et n’avaient pratiquement aucune connaissance de la langue anglaise. Les planteurs ont trouvé facile de les forcer à l'esclavage en refusant de reconnaître l'accomplissement de leurs contrats d'indenture. C'est ce qui s'est passé dans Johnson v. Parker. Bien que deux planteurs blancs aient confirmé que Casor avait finalisé son contrat d'indenture avec Johnson, le tribunal a tout de même statué en faveur de Johnson.

### Fin de vie

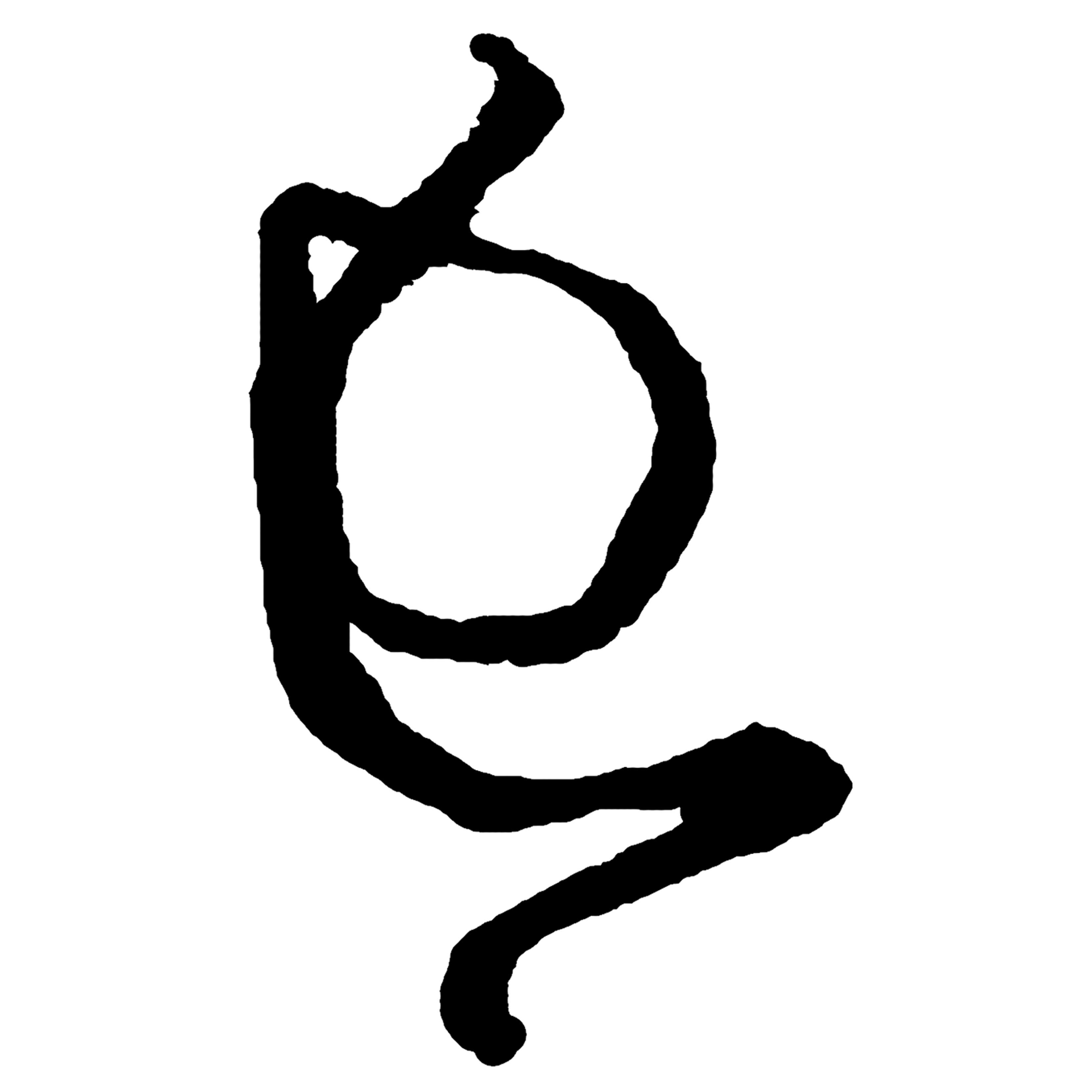
Signature d'Anthony Johnson en 1666

En 1657, Edmund Scarborough, le voisin blanc de Johnson, a forgé une lettre dans laquelle Johnson reconnaissait une dette. Johnson n'a pas contesté le cas. Johnson était illettré et n'aurait pas pu écrire la lettre ; néanmoins, le tribunal a octroyé à Scarborough 100 acres (40 ha) de terrains de Johnson pour payer sa « dette » présumée.
Au début de cette période, les Noirs libres jouissaient d'une « égalité relative » avec la communauté blanche. Environ 20% des Virginiens noirs libres possédaient leur propre maison. En 1665, toutefois, le racisme devenait de plus en plus courant. En 1662, la colonie de Virginie a adopté une loi selon laquelle les enfants de la colonie naissent avec le statut de leur mère, conformément au principe romain de partus sequitur ventrem. Cela signifiait que les enfants de femmes esclaves étaient nés dans l'esclavage, même si leurs pères étaient libres, anglais et blancs. Il s’agissait d’un revirement de la common law anglaise, selon lequel les enfants de sujets anglais prenaient le statut social de leur père. Les Africains étaient considérés comme des étrangers et n'étaient donc pas des sujets anglais[réf. nécessaire].
Anthony Johnson a déplacé sa famille dans le comté de Somerset, dans le Maryland, où il a négocié un bail pour un terrain de 300 acres (120 ha) pour une durée de quatre-vingt-dix-neuf ans. Il a développé la propriété en tant que ferme de tabac, qu'il a nommée Tories Vineyards. Mary a survécu et en 1672 elle légua une vache à chacun de ses petits-fils. En 1677, John Jr., petit-fils d’Anthony et Mary, acheta une ferme de 44 acres qu’il baptisa Angola. John Jr. mourut sans laisser d'héritier, et en 1730, la famille Johnson avait disparu des archives historiques.